# Kensington Vestry Hall
Le Kensington Vestry Hall est un bâtiment historique situé sur Kensington High Street à Kensington, à Londres, en Angleterre.  Il abrite la banque Melli Iran . 

## Histoire
Le Kensington Vestry Hall a été construit par Thomas Corby en 1852,. Il a été conçu par l'architecte James Broadbridge. Les habitants et contribuables ont été consternés par sa construction et se sont plaints des balustrades étranges.  Elles ont finalement été enlevées en 1880.
De 1889 à 1960, le bâtiment abritait la bibliothèque centrale de Kensington. Elle a été consacrée par la princesse Louise, duchesse d'Argyll en novembre 1889. 
L'édifice est classé au grade II par English Heritage depuis le 15 avril 1969.  En 1998, c'était "le seul vestige substantiel" de ce à quoi ressemblait la rue à l'époque victorienne.  
Il abrite maintenant le siège de la banque Melli Iran.  